# Università Brown
L'Università Brown (in inglese: Brown University) è una università privata statunitense fondata nel 1764, posta nella città di Providence nello Stato del Rhode Island, una delle più prestigiose e selettive università del continente nord americano, facente parte sia della Ivy League che della Association of American Universities.
Il tasso di ammissione rispetto alle domande presentate è di circa il 6,6% con studenti di 80 paesi. Gli aiuti finanziari elargiti dall'università ammontano a circa 85 milioni di dollari ogni anno e più del 50% degli studenti riceve un qualche tipo di aiuto per mantenersi agli studi. La retta annuale, all'anno accademico 2009/2010, ammontava ad oltre cinquantamila dollari.

## Storia
La scuola fu originariamente fondata il 3 marzo 1764 dal ministro battista James Manning con il nome di Rhode Island College. Lo statuto originale stabiliva che la missione del college fosse quella di preparare gli studenti ad affrontare la vita adulta fornendo loro una formazione in lingue, arti liberali e scienze. Come conseguenza la Brown non ha tutt'oggi facoltà di economia e di giurisprudenza.
Manning fu anche il primo preside del college, che nel 1770 venne trasferito nella sua attuale collocazione nella parte est di Providence. Il supporto della famiglia Brown — Nicholas, John, Joseph e Moses — fu fondamentale nel trasferimento della Brown e nella successiva opera di finanziamento ed organizzazione. I collegamenti della famiglia Brown erano molto stretti in quanto Joseph Brown insegnò fisica nell'università e John Brown occupò il ruolo di tesoriere dal 1775 al 1796. Per tali motivi nel 1804, un anno dopo la morte di John Brown, l'università venne ribattezzata Università Brown anche in onore del nipote di John, Nicholas Brown Jr., laureatosi nel 1786, che contribuì con una donazione di 50 000 dollari.
Brown acconsentì alle donne di iscriversi all'università nel 1891.
Tra gli insegnanti della Università Brown va ricordato lo storico e biblista Morton Smith.